# Auguste Deschamps
Pour les articles homonymes, voir Deschamps.
Auguste Deschamps, né le 21 janvier 1863 à Henrichemont et mort le 10 juillet 1935, est un professeur d'économie politique français.

## Biographie

### Jeunesse et études
Après son service militaire (1882-1883), Auguste Deschamps fait des études supérieures à la Faculté de droit de Paris. Il obtient son doctorat en droit en 1889 et est agrégé l'année suivante.

### Parcours professionnel
En 1890, il est affecté à la faculté de droit de l'université de Lille où il assure un cours d'économie politique générale.
En 1896, il obtient sa nomination à la faculté de droit de Paris. Il y fonde en 1907 la Revue d'histoire des doctrines économiques et sociales, dont il est codirecteur avec Auguste Dubois.
Il assure un poste d'enseignant en économie politique au Conservatoire national des arts et métiers de 1907 à 1923.
Il est membre de la Société d'économie politique et de la Société d'études économiques.
En 1919 il est élu à l'Académie des sciences morales et politiques.

## Distinctions
- Officier de l'Instruction publique en 1902.
- Chevalier de la légion d'honneur en 1921.